# Miguel García Zúñiga
Miguel García Zúñiga (Guadalajara, Jalisco, México, 11 de agosto de 1971) es un exfutbolista mexicano que jugaba en la posición de mediocampista. Formó parte de las fuerzas básicas del Club Deportivo Guadalajara y debutó en Primera División con el Club de Fútbol Monterrey. También fue parte de Santos Laguna.

## Trayectoria
Surge de las fuerzas básicas del Club Deportivo Guadalajara y participa en la Copa Mundial de Fútbol Juvenil de 1991. En 1992 es considerado por Jesús Bracamontes para formar parte del primer equipo, pero no debutó.
Debuta en Primera División con el Monterrey en la temporada 1994-1995, donde permaneció varias temporadas hasta su llegada a Santos Laguna en el Invierno 1998.
Del 2006 al 2008 se desempeñó como auxiliar técnico del ya extinto Santos Laguna A, equipo de la Liga de Ascenso de México y filial de Club Santos Laguna.
Del 2008 al 2009 fue auxiliar técnico del Santos Laguna de la Segunda División de México.
Del 2009 al 2012 se ha desempeño, tanto de auxiliar, como de director técnico de los equipos Sub-20, Sub-17 y Sub-15 del Santos Laguna.
Actualmente se desempeña como auxiliar técnico de Pako Ayestarán en el Santos Laguna.

## Clubes
| Club                | País   | Año         |
| ------------------- | ------ | ----------- |
| Monterrey           | México | 1994 - 1998 |
| Santos Laguna       | México | 1998 - 2003 |
| Tijuana Trotamundos | México | 2003 - 2004 |

## Selección nacional

### Participaciones en Copas Mundiales
| Mundial                               | Sede     | Resultado        |
| ------------------------------------- | -------- | ---------------- |
| Copa Mundial de Fútbol Sub-20 de 1991 | Portugal | Octavos de final |